# Culicoides autumnalis
Culicoides autumnalis är en tvåvingeart som beskrevs av Nibedita Sen och Gupta 1959. Culicoides autumnalis ingår i släktet Culicoides och familjen svidknott. Inga underarter finns listade i Catalogue of Life.